# Amor bravío
Amor Bravío... cuando manda el corazón, est une telenovela mexicaine produite par Salvador Mejía Alejandre pour Televisa et est diffusée à partir du mois de mars 2012. C'est une adaptation de la telenovela De pura sangre, une histoire originale de María Zarattini et d'une histoire appelée En los cuernos del amor de Martha Carrillo et Cristina García.

## Distribution
- César Évora : Don Hector Gutierrez
- Silvia Navarro : Camila Monterde Santos
- Cristian de la Fuente : Daniel Acosta
- Lisset : Miriam Farcas de Diaz
- René Strickler : Don Mariano Albarrán Mendiola
- Leticia Calderon : Isadora González
- Valentino Lanús : Luis De Olmo
- María Sorté : Amanda Jimenez Ulloa
- Fernanda Castillo : Viviana del Valle
- Yolanda Ventura : Piedad Martínez
- Laura Carmine : Ximena Diaz Santos
- Alex Sirvent : Rafael Quintana
- Alan Estrada : Aarón Quintana
- Héctor Sáez : Don Osvaldo Becerra
- Florencia de Saracho : Natalia Jimenez/ Natalia Ferrer Jimenez
- Alejandro Ruiz : Padre Anselmo Medrano
- Ricardo Franco : Rodolfo Lara
- Eddy Vilard : Pablo Albarrán Mendiola/Pablo Monterde Mendiola
- Mariana Van Rankin : Luz Maria "Luzma" Martínez
- Juan Diego Covarrubias : Yago Albarrán Mendiola
- Magda Guzmán : Refugio Chavez
- José Carlos Ruiz : Padre Baldomero Lozano
- Rogelio Guerra : Don Daniel  Monterde
- Olivia Bucio : Doña Agustina Santos
- Flavio Medina : Alonso Lazcano Gonzalez
- Jose Elias Moreno : Don Leoncio Martínez
- Liliana Ross : Ágatha Acosta de Diaz
- Norma Herrera : Doña Rocío Mendiola de Albarran
- Luis Couturier : Don Cayetano Albarrán
- Toño Infante : Julián Hernández / Fidencio Hernández
- Raymundo Capetillo : Don Francisco Javier Diaz Velasco
- Óscar Traven : Alberto Sodi
- Benjamín Rivero : Bruno Morán
- Tina Romero : Dona Rosario Sánchez
- Rubén Zerecero : Tolentino
- Lorena del Castillo : Iliana Sodi
- Carlos Embry : Commandante Abraham Farca
- Luis Curiel : Robin Albarrán
- Jorge Gallegos : Javier Torres
- Ricardo Vera : Commandante Gabriel Juárez
- Benjamín Islas : Salomón Montes

## Épisodes
- Les dates de sortie, le titre des épisodes, la durée et le taux d'écoute sont déterminés en prenant comme référence la chaîne Canal de las Estrellas.

| Date de diffusion | Numéro | Titre de l'épisode                 | Taux d'écoute | Durée      |
| ----------------- | ------ | ---------------------------------- | ------------- | ---------- |
| 5 mars 2012       | 001    | Terrible accidente                 | 22.3          | 24 minutes |
| 6 mars 2012       | 002    | Podría tener un hijo               | 22.9          | 25 minutes |
| 7 mars 2012       | 003    | Camila y Alonso se casan           | 21.9          | 24 minutes |
| 8 mars 2012       | 004    | Agustina revela sus sentimientos   | 22.0          | 24 minutes |
| 9 mars 2012       | 005    | Sufre un infarto                   | 20.4          | 24 minutes |
| 12 mars 2012      | 006    | Daniel es el heredero              | 21.8          | 24 minutes |
| 13 mars 2012      | 007    | Ataque planeado                    | 21.2          | 24 minutes |
| 14 mars 2012      | 008    | Ordena otro ataque a Daniel        | 20.3          | 24 minutes |
| 15 mars 2012      | 009    | Daniel será apresado               | 21.5          | 23 minutes |
| 16 mars 2012      | 010    | Trasladado a prisión               | 21.5          | 24 minutes |
| 19 mars 2012      | 011    | Daniel es trasladado a prisión     | 18.1          | 46 minutes |
| 20 mars 2012      | 012    | Alonso arma un escándalo           | 18.8          | 46 minutes |
| 21 mars 2012      | 013    | Camino a la libertad               | 18.2          | 44 minutes |
| 22 mars 2012      | 014    | Llega al pueblo                    | 17.4          | 44 minutes |
| 23 mars 2012      | 015    | Confrontando la impotencia         | 17.9          | 44 minutes |
| 26 mars 2012      | 016    | Daniel Acosta en La Malquerida     | 19.1          | 44 minutes |
| 27 mars 2012      | 017    | Enredar a Agustina                 | 20.4          | 44 minutes |
| 28 mars 2012      | 018    | Isadora se encela de Agustina      | 18.1          | 44 minutes |
| 29 mars 2012      | 019    | Baldomero defiende a Daniel        | 17.3          | 44 minutes |
| 30 mars 2012      | 020    | Camila queda impresionada          | 16.1          | 44 minutes |
| 2 avril 2012      | 021    | Alonso sufre un infarto            | 16.2          | 44 minutes |
| 3 avril 2012      | 022    | Los celos de Camila                | 15.3          | 44 minutes |
| 4 avril 2012      | 023    | Viviana descubre a Daniel          | 16.7          | 44 minutes |
| 5 avril 2012      | 024    | Le cuenta su verdad                | 14.5          | 44 minutes |
| 6 avril 2012      | 025    | Orden de muerte                    | 11.8          | 43 minutes |
| 9 avril 2012      | 026    | El padre en peligro                | 17.0          | 43 minutes |
| 10 avril 2012     | 027    | El hijo de Ágatha                  | 17.7          | 43 minutes |
| 11 avril 2012     | 028    | Le hace una propuesta a Daniel     | 17.4          | 44 minutes |
| 12 avril 2012     | 029    | Alonso descubre la maldad          | 18.3          | 43 minutes |
| 13 avril 2012     | 030    | Rafael despierta celos en Daniel   | 17.8          | 44 minutes |
| 16 avril 2012     | 031    | Isadora asesina al padre Baldomero | 17.7          | 43 minutes |
| 17 avril 2012     | 032    | El primer beso de Camila y Daniel  | 19.9          | 42 minutes |
| 18 avril 2012     | 033    | Buscando a Daniel Acosta           | 19.3          | 41 minutes |
| 19 avril 2012     | 034    | Viviana busca a Aarón              | 17.8          | 44 minutes |
| 20 avril 2012     | 035    | Alonso no es hijo de Isadora       | 18.6          | 43 minutes |
| 23 avril 2012     | 036    | Luz Ma desaparece                  | 18.3          | 43 minutes |
| 24 avril 2012     | 037    | Buscando a Luzma                   | 19.1          | 42 minutes |
| 25 avril 2012     | 038    | Leoncio fuera de control           | 17.8          | 43 minutes |
| 26 avril 2012     | 039    | Nuevo administrador                | 17.8          | 42 minutes |
| 27 avril 2012     | 040    | Enfrentamientos al rojo vivo       | 16.1          | 42 minutes |
| 30 avril 2012     | 041    | Enfrenta a Julián                  | 17.6          | 43 minutes |
| 1er mai 2012      | 042    | Días contados                      | 16.0          | 44 minutes |
| 2 mai 2012        | 043    | La policía investiga a Julián      | 17.8          | 44 minutes |
| 3 mai 2012        | 044    | Buscan la pistola de Don Daniel    | 18.3          | 42 minutes |
| 4 mai 2012        | 045    | Homenaje para Don Daniel           | 16.5          | 41 minutes |
| 7 mai 2012        | 046    | Conoce a Don Héctor                | 17.9          | 41 minutes |
| 8 mai 2012        | 047    | Los secretos de Luz Ma             | 17.8          | 42 minutes |
| 9 mai 2012        | 048    | Romance de Camila al descubierto   | 16.6          | 42 minutes |
| 10 mai 2012       | 049    | Enfrentamiento                     | 13.7          | 42 minutes |
| 11 mai 2012       | 050    | Viviana Cachetea a Daniel          | 17.6          | 42 minutes |
| 14 mai 2012       | 051    | Daniel Golpea a Leoncio            | 18.6          | 41 minutes |
| 15 mai 2012       | 052    | Leoncio Amenaza a Alonso           | 17.4          | 43 minutes |
| 16 mai 2012       | 053    | Alianza maligna                    | 19.2          | 42 minutes |
| 17 mai 2012       | 054    | Don Héctor propone matrimonio      | 15.9          | 43 minutes |
| 18 mai 2012       | 055    | Leoncio queda en libertad          | 16.6          | 43 minutes |
| 21 mai 2012       | 056    | Abusar de Camila                   | 18.2          | 41 minutes |
| 22 mai 2012       | 057    | El amante de Camila                | 18.2          | 44 minutes |
| 23 mai 2012       | 058    | La ira de Don Héctor               | 18.1          | 44 minutes |
| 24 mai 2012       | 059    | Don Héctor Amenaza a Daniel        | 18.2          | 44 minutes |
| 25 mai 2012       | 060    | Le niega el divorcio a Camila      | 16.3          | 43 minutes |
| 28 mai 2012       | 061    | Aarón encara a Francisco           | 17.5          | 43 minutes |
| 29 mai 2012       | 062    | Camila pide otro chofer            | 17.7          | 43 minutes |
| 30 mai 2012       | 063    | Camila confronta a Ximena          | 18.2          | 42 minutes |
| 31 mai 2012       | 064    | Daniel y Pablo En Peligro          | 18.1          | 43 minutes |
| 1er juin 2012     | 065    | Don Héctor Es la Amante de Camila  |               |            |
| 2 juin 2012       | 066    | Don Leoncio Traciono a Don Héctor  |               |            |
| 3 juin 2012       | 067    | Connoce a Javier Acosta            |               |            |

## Diffusion internationale
- Canal de las Estrellas : Du lundi au vendredi à 19:15 heures
- Telefuturo
- Canal de las Estrellas Amérique latine : Du lundi au vendredi à 19:15 heures (11 juin 2012 - 20 janvier 2013)
- Mega : Du lundi au vendredi à 12:00 heures (5 novembre 2012 - 2013)

## Autres versions

### Telenovelas
- De pura sangre, version originale de la telenovela produite par Ernesto Alonso qui mettait en vedette Christian Bach et Humberto Zurita, et dans le rôle antagonique Enrique Álvarez Félix.
- La jaula de oro, remake de la telenovela produite en 1997 par José Rendón qui mettait en vedette Edith González et Saúl Lisazo, et dans le rôle antagonique René Casados.

### Sources
- (es) Cet article est partiellement ou en totalité issu de l’article de Wikipédia en espagnol intitulé « Amor bravío » (voir la liste des auteurs).
- (es) Site officiel